# 2. ŽNL Koprivničko-križevačka 2013./14.
Ovaj članak je podtema članka: 5. rang HNL-a 2013./14.

2. ŽNL Koprivničko-križevačka u sezoni 2013./14. je predstavljala drugi stupanj županijske lige u Koprivničko-križevačkoj županiji, te ligu petog stupnja hrvatskog nogometnog prvenstva. 
 Sudjelovalo je 14 klubova, a ligu je osvojio "Tehničar 1974" iz Cvetkovca. 

## Sustav natjecanja
14 klubova je igralo dvokružnu ligu (26 kola). 

## Ljestvica
| mj. | klub                                | ut. | pob. | ner. | por. | gol+ | gol- | bod     |
| --- | ----------------------------------- | --- | ---- | ---- | ---- | ---- | ---- | ------- |
| 1.  | Tehničar 1974 Cvetkovec             | 26  | 22   | 3    | 1    | 86   | 23   | 69      |
| 2.  | Prekodravac Ždala                   | 26  | 16   | 4    | 6    | 69   | 38   | 52      |
| 3.  | Drava Podravske Sesvete             | 26  | 15   | 5    | 6    | 69   | 24   | 50      |
| 4.  | GOŠK Gotalovo                       | 26  | 15   | 4    | 7    | 68   | 46   | 46 (-3) |
| 5.  | Mladost Sigetec                     | 26  | 14   | 3    | 9    | 50   | 42   | 45      |
| 6.  | Omladinac-Sloga Herešin             | 26  | 11   | 7    | 8    | 66   | 60   | 40      |
| 7.  | Tehnika Koprivnica                  | 26  | 10   | 7    | 9    | 53   | 38   | 37      |
| 8.  | Miklinovec Koprivnica               | 26  | 11   | 3    | 12   | 55   | 44   | 36      |
| 9.  | Tomislav Drnje                      | 26  | 11   | 2    | 13   | 57   | 50   | 35      |
| 10. | Ratar Miholec                       | 26  | 8    | 4    | 14   | 47   | 76   | 28      |
| 11. | Hrvatski Bojovnik Mokrice Miholečke | 26  | 8    | 2    | 16   | 43   | 67   | 26      |
| 12. | Podravec Torčec                     | 26  | 8    | 3    | 15   | 34   | 78   | 24 (-3) |
| 13. | Starigrad                           | 26  | 6    | 2    | 18   | 37   | 67   | 20      |
| 14. | Mladost Carevdar                    | 26  | 2    | 1    | 23   | 18   | 99   | 6 (-1)  |

## Rezultatska križaljka
| kratica | klub                                | DRA | GOŠK | HRB | MIK | MLAC | MLAS | OMLS | POD | PRE | RAT | STA | TEHČ | TEHK | TOM |
| --- | ----------------------------------- | --- | ---- | --- | --- | ---- | ---- | ---- | --- | --- | --- | --- | ---- | ---- | --- |
| DRA | Drava Podravske Sesvete             |     |      |     |     |      |      |      |     |     |     |     |      |      |     |
| GOŠK | GOŠK Gotalovo                       |     |      |     |     |      |      |      |     |     |     |     |      |      |     |
| HRB | Hrvatski Bojovnik Mokrice Miholečke |     |      |     |     |      |      |      |     |     |     |     |      |      |     |
| MIK | Miklinovec Koprivnica               |     |      |     |     |      |      |      |     |     |     |     |      |      |     |
| MLAC | Mladost Carevdar                    |     |      |     |     |      |      |      |     |     |     |     |      |      |     |
| MLAS | Mladost Sigetec                     |     |      |     |     |      |      |      |     |     |     |     |      |      |     |
| OMLS | Omladinac-Sloga Herešin             |     |      |     |     |      |      |      |     |     |     |     |      |      |     |
| POD | Podravec Torčec                     |     |      |     |     |      |      |      |     |     |     |     |      |      |     |
| PRE | Prekodravac Ždala                   |     |      |     |     |      |      |      |     |     |     |     |      |      |     |
| RAT | Ratar Miholec                       |     |      |     |     |      |      |      |     |     |     |     |      |      |     |
| STA | Starigrad                           |     |      |     |     |      |      |      |     |     |     |     |      |      |     |
| TEHČ | Tehničar 1974 Cvetkovec             |     |      |     |     |      |      |      |     |     |     |     |      |      |     |
| TEHK | Tehnika Koprivnica                  |     |      |     |     |      |      |      |     |     |     |     |      |      |     |
| TOM | Tomislav Drnje                      |     |      |     |     |      |      |      |     |     |     |     |      |      |     |
| |                                     |     |      |     |     |      |      |      |     |     |     |     |      |      |     |
| podebljan rezultat - utakmice od 1. do 13. kola (1. utakmica između klubova) rezultat normalne debljine - utakmice od 14. do 26. kola (2. utakmica između klubova) rezultat nakošen - nije vidljiv redoslijed odigravanja međusobnih utakmica iz dostupnih izvora rezultat smanjen * - iz dostupnih izvora nije uočljiv domaćin susreta prekrižen rezultat - poništena ili brisana utakmica p - utakmica prekinuta 3:0 p.f. / 0:3 p.f. - rezultat 3:0 bez borbe n.i. - nije igrano |                                     |     |      |     |     |      |      |      |     |     |     |     |      |      |     |

 Izvori: 

## Unutarnje poveznice
- 2. ŽNL Koprivničko-križevačka

## Vanjske poveznice
- Nogometni savez Koprivničko-križevačke županije  Arhivirana inačica izvorne stranice od 8. srpnja 2017. (Wayback Machine)
- 2. ŽNL Koprivničko-križevačka  Arhivirana inačica izvorne stranice od 15. svibnja 2015. (Wayback Machine)